# The Rutles

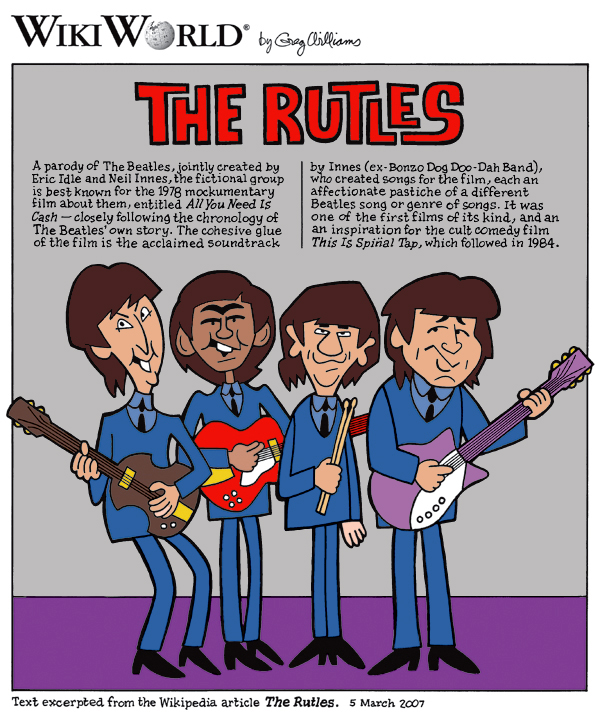
Karykatura zespołu The Rutles

The Rutles – zespół parodiujący The Beatles stworzony przez Erica Idle i Neila Innesa. Grupa najlepiej znana z pseudodokumentalnego filmu All You Need Is Cash. Jego scenariusz został napisany przez Erica Idle, który również go reżyserował (razem z Garym Weisem). Film zawierał 21 piosenek napisanych przez Innesa.

## Skład

### Skład w All You Need Is Cash
- Ron Nasty (wzorowany na Johnie Lennonie) – grany przez Neila Innesa;
- Dirk McQuickly (wzorowany na Paulu McCartneyu) – grany przez Erica Idle (wokal w piosenkach początkowo nagrywany przez Olliego Halsalla);
- Stig O'Hara (wzorowany na George'u Harrisonie) – grany przez Ricky'ego Fataara;
- Barry Wom (ur. Barrington Womble) (wzorowany na Ringo Starze) – grany przez Johna Halseya (zmiana nazwiska była nawiązaniem do Ringo Starra, który naprawdę nazywa się Richard Starkey);
- (tylko w Hamburgu) 'Leppo, piąty Rutles' (wzorowany na Stuarcie Sutcliffie) – grany przez Olliego Halsalla, w filmie jedynie pokazywany na zdjęciu.

### Skład w programie „Rutland Weekend Television”
Audycja wyświetlana była w ramach cotygodniowego programu rozrywkowego „Saturday Night Live” 
- Ron Nasty – John Lennon grany przez Neila Innesa
- Dirk McQuickly – George Harrison grany przez Erica Idle
- Stig O'Hara – Paul McCartney grany przez Davida Battleya
- Kevin – Pete Best grany przez Johna Halseya

### Rzeczywisty skład
W ciągu lat The Rutles wyewoluowali z fikcyjnej grupy w prawdziwy zespół grający własne przeboje i piosenki z płyt solowych Neila Innesa
- Neil Innes – fortepian, gitara i wokal
- John Halsey – bębny
- Mark Griffiths – gitara basowa i wokal
- Mickey Simmonds – klawisze i wokal
- Ken Thornton – gitara prowadząca
- J.J. Jones – perkusja

## Albumy (rzeczywiste)

### The Rutles (1978)
- Goose-Step Mama (Nasty/McQuickly) - 2:18[a]
- Number One (Nasty/McQuickly) - 2:52
- Baby Let Me Be (Nasty/McQuickly) - 1:57[a]
- Hold My Hand (Nasty/McQuickly) - 2:11 (krótsza wersja)
- Blue Suede Schubert (Nasty/McQuickly) - 2:13[a]
- I Must Be In Love (Nasty/McQuickly) - 2:06
- With A Girl Like You (Nasty/McQuickly) - 1:53
- Between Us (Nasty/McQuickly) - 2:03[a]
- Living In Hope (Womble) - 2:39
- Ouch! (Nasty/McQuickly) - 1:52
- It's Looking Good (Nasty/McQuickly) - 2:02[a]
- Doubleback Alley (Nasty/McQuickly) - 2:57
- Good Times Roll (Nasty/McQuickly) - 3:05
- Nevertheless (O'Hara) - 1:29
- Love Life (Nasty/McQuickly) - 2:52
- Piggy In The Middle (Nasty/McQuickly) - 4:11
- Another Day (Nasty/McQuickly) - 2:13
- Cheese And Onions (Nasty/McQuickly) - 2:42
- Get Up And Go (Nasty/McQuickly) - 3:19[a]
- Let's Be Natural (Nasty/McQuickly) - 3:22

### The Rutles 12" EP (1978)
Strona A
- I Must Be In Love - 2:04
- Doubleback Alley - 2:54
- With A Girl Like You - 1:50

Strona B
- Another Day - 2:09
- Let's Be Natural - 3:23

### The Rutles Archaeology (1996)
- Major Happy's Up-And-Coming Once Upon A Good Time Band
- Rendezvous
- Questionnaire
- We've Arrived! (And To Prove It We're Here) (nagrany w 1978 z Halsallem)
- Lonely-Phobia
- Unfinished Words (nagrany w 1978 z Halsallem)
- Hey Mister!
- Easy Listening
- Now She's Left You (nagrany w 1978 z Halsallem)
- The Knicker Elastic King
- I Love You
- Eine Kleine Middle Klasse Musik
- Joe Public
- Shangri-La
- Don't Know Why
- Back In '64

Japońskie wydanie Archaeology zawiera 4 bonusowe nagrania
- Lullaby
- Baby S'il Vous Plait
- It's Looking Good (próba)
- "My Little Ukulele".

### Bootlegi
- Hard Days Rut
- Rehearsal
- Sweet Rutle Tracks
- Rutles To Let
- Sgt. Rutters Only Darts Club Band
- Rutland's Rare Rutles Revisited

## Albumy (fikcyjne)
- Meet The Rutles
- With The Rutles
- A Hard Day's Rut
- Rutles For Sale
- This Is...The Savage Young Rutles
- Ouch!
- Rutle Soul
- Revolter
- Yesterday, Tomorrow, And Lunchtimes
- Travolta
- The Triangular Album
- Sgt. Rutter's Only Darts Club Band
- Tragical History Tour
- Old Bag
- The Rutles (albo The Shite Album)
- Yellow Submarine Sandwich
- Get Up And Go
- Shabby Road
- Let It Rot
- Ron Nasty / Polyvinyl Wicker Trio
- All Things Fall Down
- Dark Side Of The Sun
- Band On The Loo
- Goodnight Vietnam
- Venus And Marbles
- White Dopes On Punk
- When You Find The Girl Of Your Dreams In The Arms Of Some Scotsmen From Hull
- Finchley Road